# Julianja
Jullianges és un municipi francès situat al departament de l'Alt Loira i a la regió d'Alvèrnia-Roine-Alps. L'any 2007 tenia 413 habitants.

## Demografia

### Població
El 2007 la població de fet de Jullianges era de 413 persones. Hi havia 168 famílies de les quals 52 eren unipersonals (20 homes vivint sols i 32 dones vivint soles), 56 parelles sense fills, 44 parelles amb fills i 16 famílies monoparentals amb fills.
La població ha evolucionat segons el següent gràfic:
Habitants censats

### Habitatges
El 2007 hi havia 303 habitatges, 174 eren l'habitatge principal de la família, 105 eren segones residències i 23 estaven desocupats. 280 eren cases i 22 eren apartaments. Dels 174 habitatges principals, 136 estaven ocupats pels seus propietaris, 32 estaven llogats i ocupats pels llogaters i 6 estaven cedits a títol gratuït; 8 tenien dues cambres, 27 en tenien tres, 44 en tenien quatre i 95 en tenien cinc o més. 129 habitatges disposaven pel capbaix d'una plaça de pàrquing. A 89 habitatges hi havia un automòbil i a 69 n'hi havia dos o més.

### Piràmide de població
La piràmide de població per edats i sexe el 2009 era:
| Homes | Edats   | Dones |
| ----- | ------- | ----- |
| 0     | 95 o +  | 0     |
| 0     | 90 a 94 | 0     |
| 0     | 85 a 89 | 8     |
| 4     | 80 a 84 | 0     |
| 0     | 75 a 79 | 20    |
| 16    | 70 a 74 | 12    |
| 4     | 65 a 69 | 12    |
| 12    | 60 a 64 | 4     |
| 16    | 55 a 59 | 12    |
| 8     | 50 a 54 | 12    |
| 16    | 45 a 49 | 12    |
| 4     | 40 a 44 | 0     |
| 24    | 35 a 39 | 28    |
| 16    | 30 a 34 | 20    |
| 12    | 25 a 29 | 12    |
| 0     | 20 a 24 | 4     |
| 20    | 15 a 19 | 4     |
| 28    | 10 a 14 | 4     |
| 24    | 5 a 9   | 12    |
| 12    | 0 a 4   | 8     |

## Economia
El 2007 la població en edat de treballar era de 236 persones, 174 eren actives i 62 eren inactives. De les 174 persones actives 155 estaven ocupades (87 homes i 68 dones) i 19 estaven aturades (8 homes i 11 dones). De les 62 persones inactives 32 estaven jubilades, 13 estaven estudiant i 17 estaven classificades com a «altres inactius».

### Ingressos
El 2009 a Jullianges hi havia 175 unitats fiscals que integraven 437 persones, la mediana anual d'ingressos fiscals per persona era de 14.458 €.

### Activitats econòmiques
Dels 21 establiments que hi havia el 2007, 1 era d'una empresa alimentària, 4 d'empreses de fabricació d'altres productes industrials, 6 d'empreses de construcció, 3 d'empreses de comerç i reparació d'automòbils, 1 d'una empresa de transport, 2 d'empreses d'hostatgeria i restauració, 1 d'una empresa immobiliària, 1 d'una empresa de serveis, 1 d'una entitat de l'administració pública i 1 d'una empresa classificada com a «altres activitats de serveis».
Dels 9 establiments de servei als particulars que hi havia el 2009, 1 era un taller de reparació d'automòbils i de material agrícola, 2 paletes, 1 guixaire pintor, 1 fusteria, 1 lampisteria, 1 electricista i 2 restaurants.
Dels 3 establiments comercials que hi havia el 2009, 1 era una botiga de menys de 120 m², 1 una fleca i 1 una carnisseria.
L'any 2000 a Jullianges hi havia 20 explotacions agrícoles que ocupaven un total de 750 hectàrees.

## Equipaments sanitaris i escolars
El 2009 hi havia una escola elemental.

## Poblacions més properes
El següent diagrama mostra les poblacions més properes.